# Miss Universo Japón

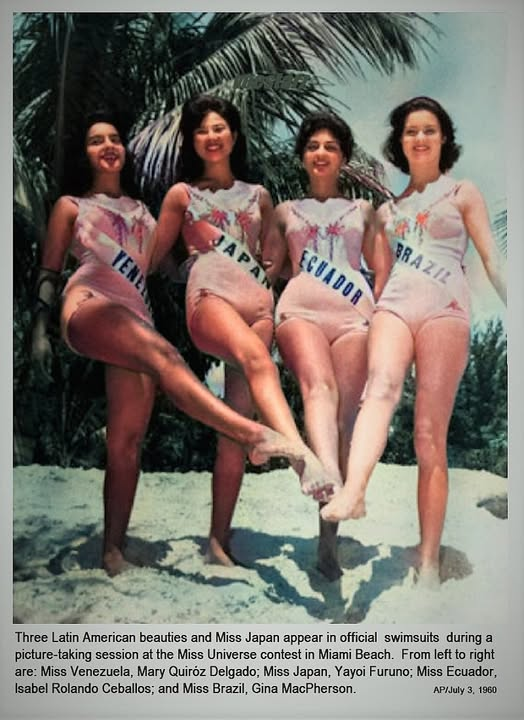
Sesión de fotos durante el Miss Universo en Miami Beach (1960). De izquierda a derecha, Mary Quiroz (Venezuela), Furuno Yayoi (Japón), Isabel Rolando (Ecuador), Jean Gina MacPherson (Brasil).

Miss Universo Japón (en japonés: ミス・ユニバース・ジャパン; en inglés: Miss Universe Japan) es un concurso de belleza nacional en Japón. Se encarga de seleccionar a las representantes del país para el concurso Miss Universo.

## Historia
Cuando se fundó el certamen Miss Universo Japón en 1998, estaba dirigido por la directora nacional francesa Ines Ligron. Hasta 2007, la organización logró producir una ganadora, dos finalistas del Top 5 y una semifinalista del Top 15 en el certamen de Miss Universo. Ligron fue catapultada a la atención internacional cuando Riyo Mori ganó la segunda corona de Miss Universo para Japón en 2007. En 2009, Ligron dejó la organización, lo que resultó en un equipo diferente que ahora lidera la organización.
- 1952 Miss Japón - Yoshinaga (Prensa japonés-estadounidense)
- 1998 Miss Universo Japón - Inès Ligron (WCBA)
- Miss Universo Japón 2010 - Izumi Toda y Akihiro Yoshida (HDR Corporation)
- Miss Universo Japón 2018 - Hiroko Mima

## Coronas internacionales
- Dos - ganadoras de Miss Universo:
  - Riyo Mori (2007)
  - Akiko Kojima (1959)

## Ganadoras
: Declarada como ganadora
     : Terminó como finalista
     : Terminó como una de las semifinalistas o cuartofinalistas
     : Terminó como ganadora de premios especiales
El certamen Miss Japón existió desde 1952 hasta 1995. Durante ese período, el certamen logró producir una ganadora y tres finalistas dentro del Top 5 en el certamen de Miss Universo. En 1959, Akiko Kojima consiguió la primera corona para Japón. Después de quedar en el Top 12 en 1975, Japón logró clasificar sólo una vez más antes de 1995, cuando Mizuho Sakaguchi obtuvo el cuarto lugar en 1988. En 1998, el certamen Miss Universo Japón adquirió la licencia de Miss Universo. La ganadora de Miss Universo Japón (MUJ) representa a su país en Miss Universo.
| Año                           | Prefectura | Miss Universo Japón  | Nombre en japonés   | Posición en Miss Universo | Premios especiales                     |
| ----------------------------- | ---------- | -------------------- | ------------------- | ------------------------- | -------------------------------------- |
| 2024                          | Hyōgo      | Kaya Chakrabortty    | チャクラボルティ 雅 | Top 30                    |                                        |
| 2023                          | Shizuoka   | Rio Miyazaki         | リオ 宮崎           | No clasificó              |                                        |
| 2022                          | Chiba      | Marybelén Sakamoto   | マリベレン坂本      | No clasificó              |                                        |
| 2021                          | Tokio      | Juri Watanabe        | 渡邉珠理            | Top 16                    |                                        |
| 2020                          | Chiba      | Aisha Harumi Tochigi | 杤木愛シャ暖望      | No clasificó              |                                        |
| 2019                          | Hyōgo      | Ako Kamo             | 加茂 あこ           | No clasificó              |                                        |
| 2018                          | Mie        | Yuumi Kato           | 加藤 遊海           | No Clasificó              |                                        |
| 2017                          | Chiba      | Momoko Abe           | 阿部 桃子           | No clasificó              | - Mejor traje nacional                 |
| 2016                          | Shiga      | Sari Nakazawa        | 中沢 沙理           | No clasificó              |                                        |
| 2015                          | Nagasaki   | Ariana Miyamoto      | 宮本 エリアナ       | Top 10                    |                                        |
| 2014                          | Nagasaki   | Keiko Tsuji          | 辻 恵子             | No clasificó              |                                        |
| 2013                          | Mie        | Yukimi Matsuo        | 松尾 幸実           | No clasificó              | - Mejor traje nacional (4.ª finalista) |
| 2012                          | Miyagi     | Ayako Hara           | 原 綾子             | No clasificó              |                                        |
| 2011                          | Tokio      | Maria Kamiyama       | 神山 まりあ         | No clasificó              | - Mejor traje nacional (9.ª finalista) |
| 2010                          | Ōita       | Maiko Itai           | 板井 麻衣子         | No clasificó              |                                        |
| 2009                          | Tokio      | Emiri Miyasaka       | 宮坂 絵美里         | No clasificó              |                                        |
| 2008                          | Tokushima  | Hiroko Mima          | 美馬 寛子           | Top 15                    |                                        |
| 2007                          | Shizuoka   | Riyo Mori            | 森 理世             | Miss Universo 2007        |                                        |
| 2006                          | Okinawa    | Kurara Chibana       | 知花 くらら         | Primera finalista         | - Mejor traje nacional                 |
| 2005                          | Aichi      | Yukari Kuzuya        | 葛谷 由香里         | No clasificó              |                                        |
| 2004                          | Hiroshima  | Eri Machimoto        | 町本 絵里           | No clasificó              |                                        |
| 2003                          | Kumamoto   | Miyako Miyazaki      | 宮崎 京             | Cuarta finalista          |                                        |
| 2002                          | Tokio      | Mina Chiba           | 千葉 美苗           | No clasificó              |                                        |
| 2001                          | Aomori     | Misao Arauchi        | 荒内 美沙緒         | No clasificó              |                                        |
| 2000                          | Tokio      | Mayu Endo            | 遠藤 真由           | No clasificó              |                                        |
| 1999                          | Saitama    | Satomi Ogawa         | 小川 里美           | No clasificó              |                                        |
| 1998                          | Tokio      | Nana Okumura         | 奥村 ナナ           | No clasificó              |                                        |
| Miss Japón (ミスジャパン)     |            |                      |                     |                           |                                        |
| No compitió entre 1996 y 1997 |            |                      |                     |                           |                                        |
| 1995                          | Saitama    | Narumi Saeki         | 佐伯 成美           | No clasificó              |                                        |
| 1994                          | Kagawa     | Chiaki Kawahito      | 川人 千明           | No clasificó              |                                        |
| 1993                          | Hyōgo      | Yukiko Shiki         | 志岐 幸子           | No clasificó              |                                        |
| 1992                          | Aichi      | Akiko Ando           | 安藤 晃子           | No clasificó              |                                        |
| 1991                          | Osaka      | Atsuko Yamamoto      | 山本 亜津子         | No clasificó              |                                        |
| 1990                          | Ehime      | Hiroko Miyoshi       | 三好 浩子           | No clasificó              |                                        |
| 1989                          | Hokkaido   | Eri Tashiro          | 田代 絵里           | No clasificó              |                                        |
| 1988                          | Hyōgo      | Mizuho Sakaguchi     | 坂口 美津穂         | Tercera finalista         |                                        |
| 1987                          | Okayama    | Hiroe Namba          | 難波 央江           | No clasificó              |                                        |
| 1986                          | Gifu       | Hiroko Esaki         | 江崎 普子           | No clasificó              |                                        |
| 1985                          | Osaka      | Hatsumi Furusawa     | 古沢 初美           | No clasificó              |                                        |
| 1984                          | Tokio      | Megumi Niiyama       | 新山 恵             | No clasificó              |                                        |
| 1983                          | Osaka      | Yuko Yamaguchi       | 山口 遊子           | No clasificó              | - Mejor traje nacional (2.ª finalista) |
| 1982                          | Tokio      | Eri Okuwaki          | 奥脇 絵里           | No clasificó              |                                        |
| 1981                          | Kioto      | Mineko Orisaku       | 織作 峰子           | No clasificó              |                                        |
| 1980                          | Tokio      | Hisae Hiyama         | 檜山 久恵           | No clasificó              |                                        |
| 1979                          | Tokyo      | Yurika Kuroda        | 黒田 百合香         | No clasificó              | - Miss Simpatía                        |
| 1978                          | Osaka      | Hisako Manda         | 萬田 久子           | No clasificó              |                                        |
| 1977                          | Tokyo      | Kyoko Sato           | 佐藤 恭子           | No clasificó              |                                        |
| 1976                          | Osaka      | Miyako Iwakuni       | 岩国 美弥子         | No clasificó              |                                        |
| 1975                          | Hokkaido   | Sachiko Nakayama     | 中山 幸子           | Top 12                    |                                        |
| 1974                          | Tokio      | Eriko Tsuboi         | 坪井 江里子         | No clasificó              |                                        |
| 1973                          | Ibaraki    | Miyoko Sometani      | 染谷 美代子         | Top 12                    |                                        |
| 1972                          | Tokio      | Harumi Maeda         | 前田 晴美           | Top 12                    |                                        |
| 1971                          | Tokio      | Shigeko Taketomi     | 武富 茂子           | Top 12                    |                                        |
| 1970                          | Tokio      | Jun Shimada          | 島田 純             | Tercera finalista         |                                        |
| 1969                          | Aichi      | Kikuyo Osuka         | 大須賀 喜久代       | Cuarta finalista          |                                        |
| 1968                          | Tokio      | Yasuyo Iino          | 飯野 矢住代         | No clasificó              | - Miss Simpatía                        |
| 1967                          | Osaka      | Kayoko Fujikawa      | 藤川 香代子         | No clasificó              |                                        |
| 1966                          | Osaka      | Atsumi Ikeno         | 池野 温美           | No clasificó              |                                        |
| 1965                          | Tokio      | Mari Katayama        | 片山 まり           | No clasificó              |                                        |
| 1964                          | Hyōgo      | Chizuko Matsumoto    | 松本 千都子         | No clasificó              |                                        |
| 1963                          | Miyagi     | Noriko Ando          | 安藤 矩子           | Top 15                    |                                        |
| 1962                          | Kyoto      | Kazuko Hirano        | 平野 和子           | No clasificó              |                                        |
| 1961                          | Tokio      | Akemi Toyama         | 遠山 明美           | No clasificó              |                                        |
| 1960                          | Fukuoka    | Yayoi Furuno         | 古野 弥生           | Top 15                    |                                        |
| 1959                          | Tokyo      | Akiko Kojima         | 児島 明子           | Miss Universo 1959        |                                        |
| 1958                          | Fukuoka    | Tomoko Moritake      | 森武 知子           | Top 15                    | - Miss Simpatía                        |
| 1957                          | Tokio      | Kyoko Otani          | 大谷 享子           | Top 15                    |                                        |
| 1956                          | Fukushima  | Yoshie Baba          | 馬場 祥江           | No clasificó              |                                        |
| 1955                          | Tokio      | Keiko Takahashi      | 高橋 敬緯子         | Cuarta finalista          |                                        |
| 1954                          | Aichi      | Mieko Kondo          | 近藤 美恵子         | No clasificó              |                                        |
| 1953                          | Tokio      | Kinuko Ito           | 伊東 絹子           | Segunda finalista         |                                        |
| 1952                          | Osaka      | Himeko Kojima        | 小島 日女子         | No clasificó              |                                        |